# Borofagins
Els borofagins (Borophaginae) són una subfamília extinta de cànids anomenats informalment «gossos trituradors d'ossos». Foren un endemisme de Nord-amèrica des de l'Oligocè fins al Pliocè; visqueren aproximadament des de fa 36 fins fa 2,5 milions d'anys i existiren durant 33,5 milions d'anys.

## Taxonomia
- Subfamília Borophaginae
  - Archaeocyon
  - Oxetocyon
  - Otarocyon
  - Rhizocyon
  - Tribu Phlaocyonini
    - Cynarctoides
    - Phlaocyon

  - Tribu Borophagini
    - Cormocyon
    - Desmocyon
    - Metatomarctus
    - Euoplocyon
    - Psalidocyon
    - Microtomarctus
    - Protomarctus
    - Tephrocyon
    - Subtribu Cynarctina
      - Paracynarctus
      - Cynarctus

    - Subtribu Aelurodontina
      - Tomarctus
      - Aelurodon

    - Subtribu Borophagina
      - Paratomarctus
      - Carpocyon
      - Protepicyon
      - Epicyon
      - Borophagus (=Osteoborus)